# Élisabeth de Gramont
Antoinette Corisande Élisabeth de Gramont, duchessa di Clermont-Tonnerre (Nancy, 23 aprile 1875 – Parigi, 6 dicembre 1954), è stata una scrittrice francese.
Meglio conosciuta per la sua lunga relazione con Natalie Clifford Barney, Élisabeth era nota come la "duchessa rossa" per il suo sostegno al socialismo.
Era una cara amica, e talvolta critica, dello scrittore Marcel Proust.

## Biografia
Era la figlia di Agénor de Gramont, duca di Gramont, e della sua prima moglie, la principessa Isabelle de Beauvau-Craon. Sua madre morì dandola alla luce e il padre si risposò con Marguerite von Rothschild.

## Matrimonio
Sposò, il 3 giugno 1896, Aimé François Philibert de Clermont-Tonnerre, duca de Clermont-Tonnerre (1871-1940). La coppia ebbe due figlie:
- Antonia Béatrix Corisande de Clermont-Tonnerre (1897-1930)[2], sposò Andrew Gault;
- Isabelle-Gabrielle-Diane de Clermont-Tonnerre (1902-1950), sposò il conte belga Guy de Berlaymont, ebbero una figlia.

La coppia divorziò nel 1920.

## Natalie Barney
Natalie Clifford Barney e la duchessa de Clermont-Tonnerre si incontrarono per la prima volta nella primavera del 1909, diventando amanti il 1 maggio 1910, data che divenne il loro anniversario. Si diceva che suo marito era violento e tirannico, ma non vi è alcuna conferma di questo. 
Il 20 giugno 1918, Natalie scrisse un "contratto di matrimonio" che le legava, almeno nello spirito, onorato da entrambe fino alla loro morte.

## Morte
Era strettamente legata a Robert de Montesquiou, Remy de Gourmont, Oscar Vladislas de Lubicz-Milosz e Marcel Proust, che conobbe nel 1903, e che la giovane coppia a volte invitò nella sua tenuta di campagna. Insieme ai fratelli, si infuriò al nuovo matrimonio del padre con un'aristocratica italiana molto più giovane di lui, che si svolse infine nel 1907.
Testarda, nota per la sua schiettezza, abbandonò senza rimpianti il mondo della ricchezza e del privilegio in cui era cresciuta per sostenere il socialismo, frequentando gli incontri del Fronte Popolare.
Alla sua morte, avvenuta il 6 dicembre 1954, fu sepolta ad Ancy-le-Franc, nei pressi del castello di famiglia di Clermont-Tonnerre.

## Opere
- Un collier de villes, Évreux, Charles Hérissey, 1910
- Mémoires : Au temps des équipages, Paris, Bernard Grasset, 1928
- Mémoires : Les Marronniers en fleurs, Bernard Grasset, 1929
- Mémoires : Clair de lune et taxi, 1929, Paris, Grasset, 1932
- Mémoires : La Treizième Heure, Paris, Grasset, 1935
- Almanach des bonnes choses de France, Paris, G. Crès, 1920
- Le Chemin de l'U.R.S.S, Paris, Rieder, 1933, 164
- Le Diable chez la marquise, illustrazioni di Chas Laborde, 1938
- Le Golf, Paris, Nouvelle Société d'Édition, 1930
- Du bon ton, Paris, Ernest Flammarion, 1923
- Autour de Saint-James, Paris, Éditions du Pavois, 1945
- Barbey d'Aurevilly, Paris, Bernard Grasset, 1946
- Marcel Proust, Paris, Flammarion, 1948
- Souvenirs du monde de 1890 à 1940, Paris, Bernard Grasset, 1966
- La Femme et la Robe : des modes et de leurs singularités, Paris; Genève, La Palatine, 1952.